# Cacín
Cacín – gmina w Hiszpanii, w prowincji Grenada, w Andaluzji, o powierzchni 39,6 km². W 2011 roku gmina liczyła 590 mieszkańców. Leży na wschód od Río Cacín, od którego bierze swoją nazwę.